# Marc Antoine Nicolas Gabriel de Clugny
Pour les articles homonymes, voir Clugny.
 (février 2023).
Si vous disposez d'ouvrages ou d'articles de référence ou si vous connaissez des sites web de qualité traitant du thème abordé ici, merci de compléter l'article en donnant les références utiles à sa vérifiabilité et en les liant à la section « Notes et références ».
Marc Antoine Nicolas Gabriel, baron de Clugny, (Nuits sur Armançon le 13 février 1741 - Mont-Carmel, Basse-Terre, Guadeloupe  le 25 juillet 1792), appartient à la Maison de Clugny.

## Biographie
Il est capitaine des vaisseaux du roi en 1763 et inspecteur des troupes et milices.
Il est gouverneur de la Guadeloupe de 1784 à 1792.